# سیارک ۲۰۷۹۶
سیارک ۲۰۷۹۶ (به انگلیسی: 20796 Philipmunoz، نامگذاری:2000SN169) بیست هزار و هفتصد و نود و ششمین سیارک کشف شده‌است که در ۲۴ سپتامبر ۲۰۰۰ کشف شد.
قدر مطلق سیارک برابر ۱۴.۸ است.